# Rastatt
Rastatt je velké okresní město v Německé spolkové republice, ležící ve spolkové zemi Bádensko-Württembersko, nedaleko francouzských hranic, asi 22 km jihozápadně od Karlsruhe a asi 12 km od Baden-Badenu. Rozkládá se na řece Murg, 6 km nad jejím soutokem s Rýnem a v roce 2023 mělo přes 51 000 obyvatel.

## Historie
Místo bylo poprvé písemně zaznamenáno jako vesnice k roku 1084 v rukopisu kláštera benediktinů v Hirsau. Na tržní místo bylo vysazeno roku 1404. Tehdy Rastatt získal tržní práva od německého protikrále Ruprechta Falckého (1352–1410) a stal se střediskem obchodu s (rýnským) vínem, solí či dřevem.

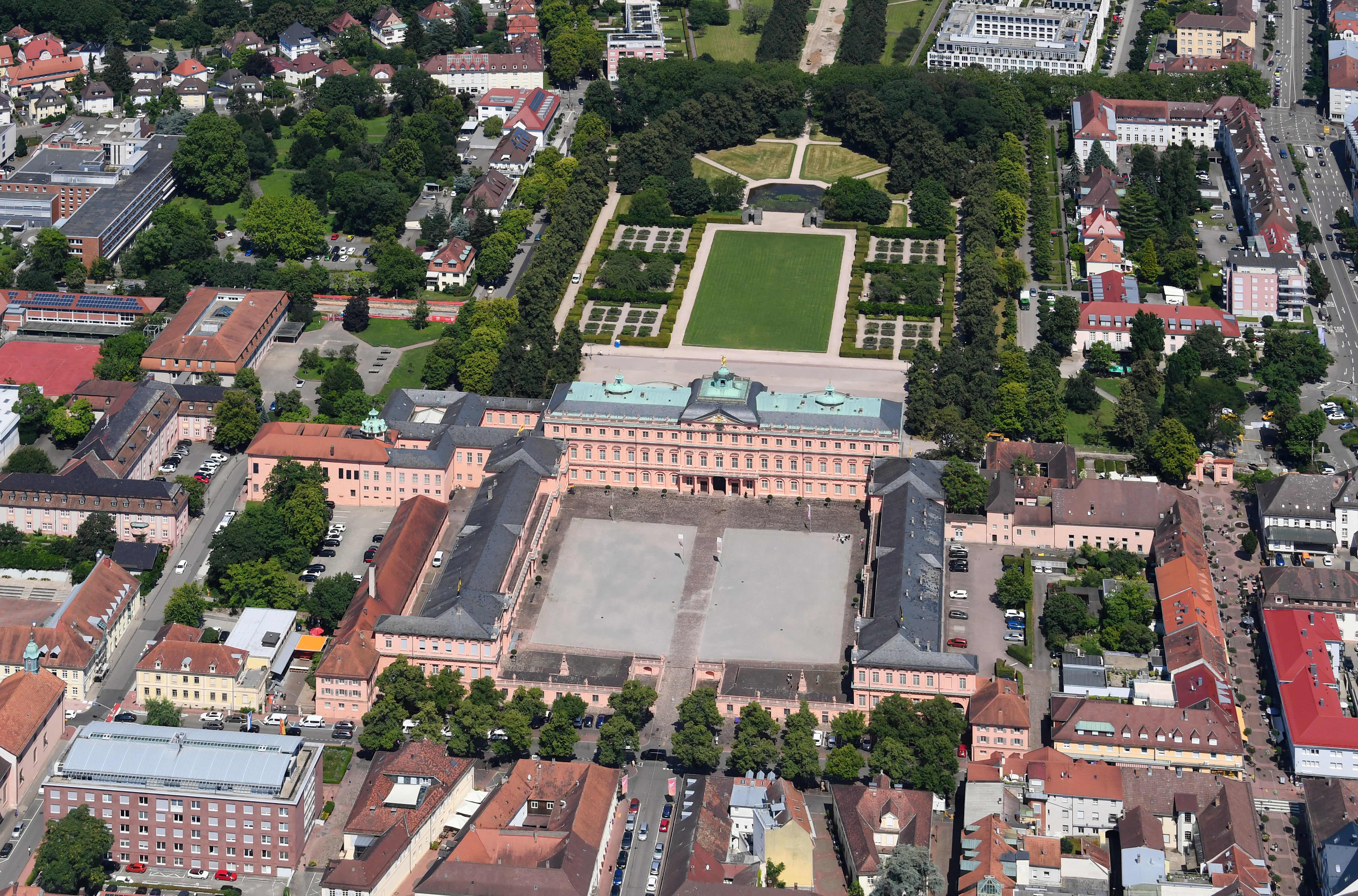
Areál zámku od jihozápadu

Na počátku 18. století, po zničení původního hlavního města v blízkém Baden-Badenu (zničeno Francouzi roku 1689 při válce o falcké dědictví), se město stalo novou rezidencí markrabat z Baden-Badenu ze starobylé dynastie Zähringenů. Za své hlavní sídlo si je zvolil markrabě Ludvík Vilém I. Bádenský (správně Bádensko-Bádenský,1655–1707), známý vítěz nad Turky. Ten zde, se svou chotí Františkou Sibylou Augustou princeznou Sasko-Lauenburskou (často nesprávně jen Sibylou Augustou, 1675–1733), budoval od roku 1700 (místo v roce 1698 rozestavěného loveckého zámku od architekta D. E. Rossiho) rezidenční celek opevněného města a rozlehlého barokního zámku (dnešní Schloss Rastatt neboli Residenzschloss Rastatt). Jeho předobrazem byl rezidenční komplex a město francouzsko-navarrských králů ve Versailles. Podobně jako ve Versailles, vychází od čestného dvora zdejšího zámku tři hlavní ulice (jedna příčná a dvě šikmé). Sám komplex zámku je půdorysně Versailles též přizpůsoben.

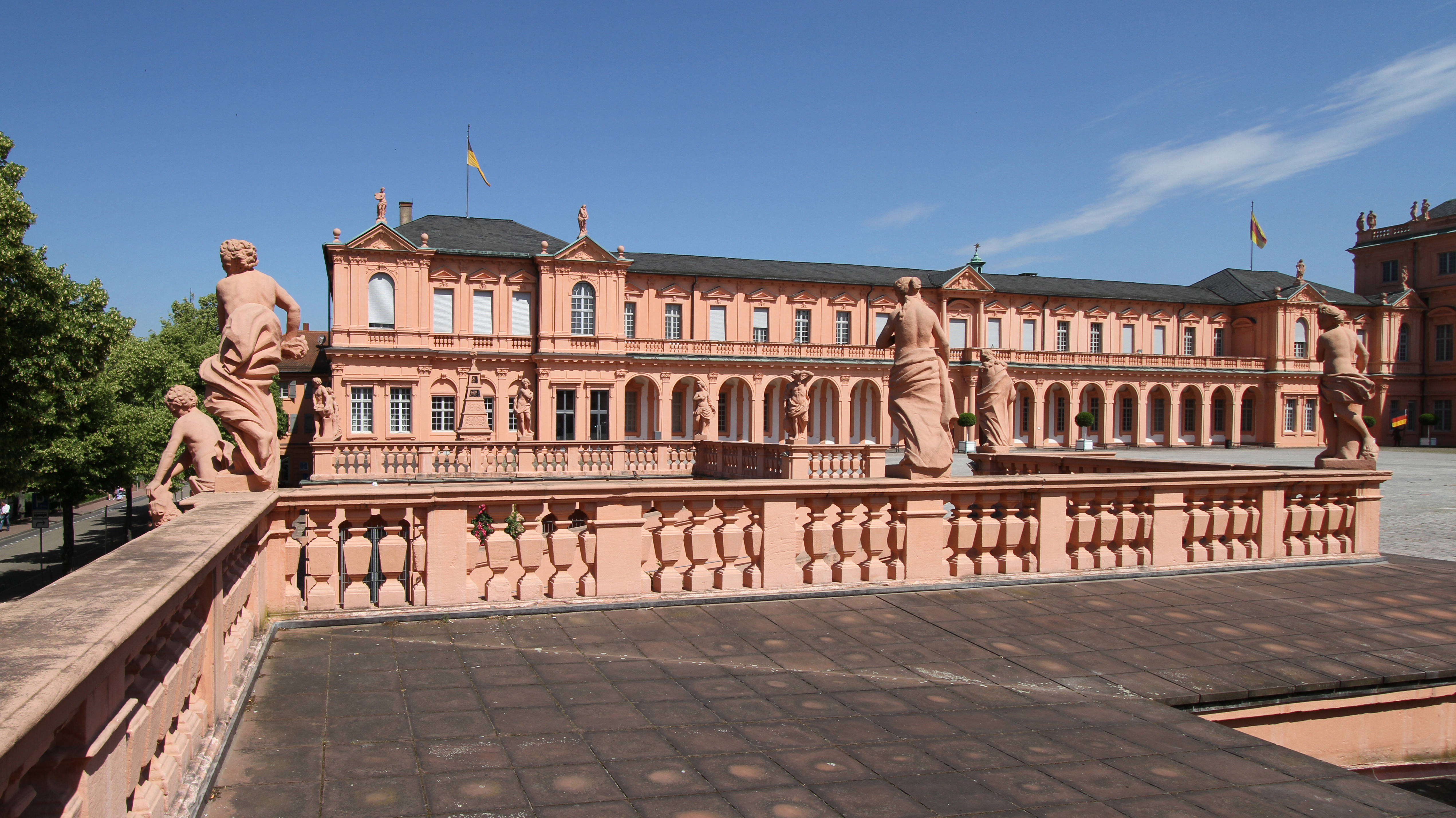
Severní boční křídlo zámku, čestný dvůr

Na plánování a stavbě zámku i na výstavbě města se podílel ze začátku významný, již výše zmíněný, italský architekt Domenico Egidio Rossi (1659–1715), působící před tím dlouhodobě v Čechách. Z Čech dorazila i početná řemeslnická a umělecká komunita, např. rodina Rohrerových.
Stavba zámku pokračovala zprvu natolik rychle, že se v dokončených částech, mohla už roku 1705 usídlit markraběcí rodina Ludvíka Viléma. V té se narodilo devět potomků, ale dospělosti se dožili jen dva bratři (pozdější níže zmíněná markrabata) a jejich jediná sestra. Předtím rodina dlela převážně ve svém druhém hlavním zámeckém areálu v západočeském Ostrově u Karlových Varů (původně rezidence sasko-lauenburských vévodů), místě dětství a mládí markraběnky Františky Sibyly Augusty. Tam oba manželé Bádenští po roce 1690 přestavovali a vylepšovali zámecké budovy ostrovského zámku s rozlehlými a evropsky proslulými francouzskými zahradami. Řada tamních uměleckých sbírek byla do Rastattu následně převezena.
Na počátku roku 1707 zemřel Ludvík Vilém I. a jeho nástupcem se stal jeho nejstarší syn, pouze několikaletý Ludvík Jiří. Poněvadž byl nedospělý, ujmula se na plných 20 let vlády, jako regentka, jeho matka Františka Sibyla Augusta Sasko-Lauenburská. Ta ale téhož roku musela před francouzskými armádami uprchnout z nedokončeného Rastattu, aby se sem na delší obdobi vrátila až v roce 1715. Markrabství Baden-Baden se totiž opět stalo místem, zapojeným do válek, tentokrát do válek o španělské dědictví.
Po svém návratu pokračovala regentka v dokončení města i zámku (jehož větší stavební část, kromě např. výzdoby, byla hotova již roku 1707). Nedaleko Rastattu vystavěla regentka též pěkný dvoupatrový zámek Favorite jako své letní sídlo. Okolo něj zřídila zahradu a park s několika stavbičkami. Ve městě, při zámku, zbudovala i patrový zámeček (pavilon) Pagodenburg či různé církevní stavby, jako byla kopie Einsiedelnské kaple.
Od roku 1727 vládl bádensko-bádenskému státečku Františčin lovumilovný syn Ludvík Jiří, jenž zámek (vybavení) dokončil. Zemřel ale roku 1761 jako bezdětný a vlády se ujal jeho, stejně bezdětný, mladší bratr August Jiří, kdysi církevní hodnostář.
Po vymření markrabat z Baden-Badenu, kteří vymřeli roku 1771 zmíněným Augustem Jiřím, přešlo dosud katolické markrabství na druhou větev zdejších Bádenských, na protestantská markrabata z Baden-Durlachu. Ti obě sousední země opět sjednotili v markrabství Bádensko. Roku 1776 zde byla založena univerzita, ale Rastatt přestal být rezidencí, neboť nová markrabata a posléze velkovévodové Bádenští sídlili jinde (v nedalekém Karlsruhe). Od této doby zdejší nádherný zámek postupně chátral a jeho vybavení a sbírky byly v několika vlnách odváženy. Přesto zde až do první poloviny 19. století občas bádenská dynastie Zähringenů přebývala, a tak roku 1818 mohl v zámku zemřít její tehdejší představitel – mladý bádenský velkovévoda Karel Ludvík Fridrich (1786–1818).
Město bylo v 18. století též místem dvou mírových kongresů, v roce 1714 v něm byl podepsán známý Rastattský mír, který ukončil válku o dědictví španělské (mezi Francouzi a Rakušany). Další mírový kongres se v zámku konal za tzv. Napoleonských válek v letech 1797–1799 (mezi revolučními Francouzi a Římskoněmeckou říší).
V 19. století, od roku 1842, bylo město přebudováváno na říšskou pevnost (její hradby se bouraly až v 90. letech 19. století) a sídlem vojenské posádky Rastatt zůstal až do 1. světové války. Kvůli tomu byla zrušena a částečně, v okrajových částech, rozparcelována i původní zámecká francouzská zahrada. Ta byla obnovena až po 1. světové válce v umenšené podobě (na místě vojenského cvičiště před zahradním průčelím zámku) jako nový městský park. Také zámek sloužil částečně eráru.
Za 2. světové války bylo město v roce 1944 a počátkem roku 1945 bombardováno Spojenci, ale většina historických budov v barokním centru se zachovala a utržila jen mírné škody.
Po roce 1964 byl zámecký areál s přilehlou francouzskou zahradou postupně obnovován a od roku 1989 slouží plně veřejnosti jako zpřístupněná památka.
V letech 1971–1974 byly k městu připojeny obce Ottersdorf, Plittersdorf, Niederbühl, Rauental a Wintersdorf.

## Současnost
Od roku 1992 sídlí ve městě továrna na osobní vozy automobilky Mercedes-Benz.
Zdejší motorest na dálnici je oblíbenou zastávkou dálkových linek autobusů.

## Památky – výběr
- Areál markraběcího zámku s dvorním kostelem a rekonstruovanou francouzskou zahradou je situován na příčné ZV ose města. Barokní interiéry jsou vyzdobeny cennými freskami, štuky i (částečně původním a částečně dokoupeným) dobovým mobiliářem. V zámku sídlí dvě muzea s rozsáhlými expozicemi a v hlavním křídle je přístupná zámecká expozice.
- Zámecký (dvorní) kostel Nejsv. Kříže má na klenbě fresku Nalezení sv. Kříže, svatá Helena má na ní podobu markraběnky vdovy Augusty Sibyly.
- Letní zámek Favorite, dnes na kraji města, taktéž přístupný, s přilehlým areálem zahrad a parku. V zámku je nainstalována vzácná kolekce historického porcelánu. V parku se též nachází drobné stavby, jako je kaple sv. Magdaleny.
- Pagodenburg, malý barokní letohrádek dala postavit markraběnka Františka Sibyla Augusta, je to volná kopie letohrádku v zahradách bavorského Nymphenburgu.
- Barokní radnice na náměstí je situována podélné na severojižní ose historického města, jíž je hlavní třída Kaiserstrasse, stejně jako za ní kostel sv. Alexandra.
- Barokní gymnázium (Ludwig-Wilhelm-Gymnasium), naproti dvornímu kostelu.
- Rossi-Haus – rezidenční sídlo kavalírů (dvořanů) markraběcí rodiny, dílo architekta D. E. Rossiho z počátku 18. století.
- Einsiedelnská poutní kaple – elegantní barokní stavba z roku 1715, kterou po vzoru kaple ze švýcarského poutního místa v Einsiedeln, a jako kopii starší kaple z českého Ostrova (z roku 1709) zbudovala markraběnka Františka Sibyla Augusta, rozená princezna Sasko-Lauenburská.
- Katolický kostel sv. Alexandra Alexandrijského na náměstí, proti radnici. Barokní sálová stavba s výklenkovými kaplemi a bočními emporami má v průčelí věž se sochami světců. Interiér je zařízen sedmi barokními oltáři, na stříšce barokní kazatelny stojí mohutná socha archanděla Michaela, vážícího duše..
- Evangelický, původně barokní kostel františkánského kláštera. Jde o strohou stavbu v sousedství zámku.
- Barokní kostelík sv. Bernarda, s věží v průčelí, nejstarší městská stavba. Zbarokizováván od roku 1771. V okolí se rozkládal starý městský hřbitov.
- Různé barokní sochy včetně několika, vesměs barokních fontán. Např. při radnici stojí barokní kašna sv. Bernarda (Bernardusbrunnen) z let 1770 až 1776, u katolického kostela barokní kašna se sochou sv. Jana Nepomuckého (Johannes-Brunnen) z let 1734 až 1739. V centru najdeme secesní fontánu Pfeifferbrunnen z roku 1901.
- Kasematy někdejší pevnosti.
- Bývalý pevnostní lazaret (roku 2000 v něm sídlil archiv).
- Kehler Tor a Karlsruher Tor jsou dvě brány někdejší pevnosti, vybudované kolem města v letech 1842–1852 a zbořené roku 1890.
- Budova secesní vodárny, nachází se nedaleko Pagodenburgu a zámku.

## Galerie

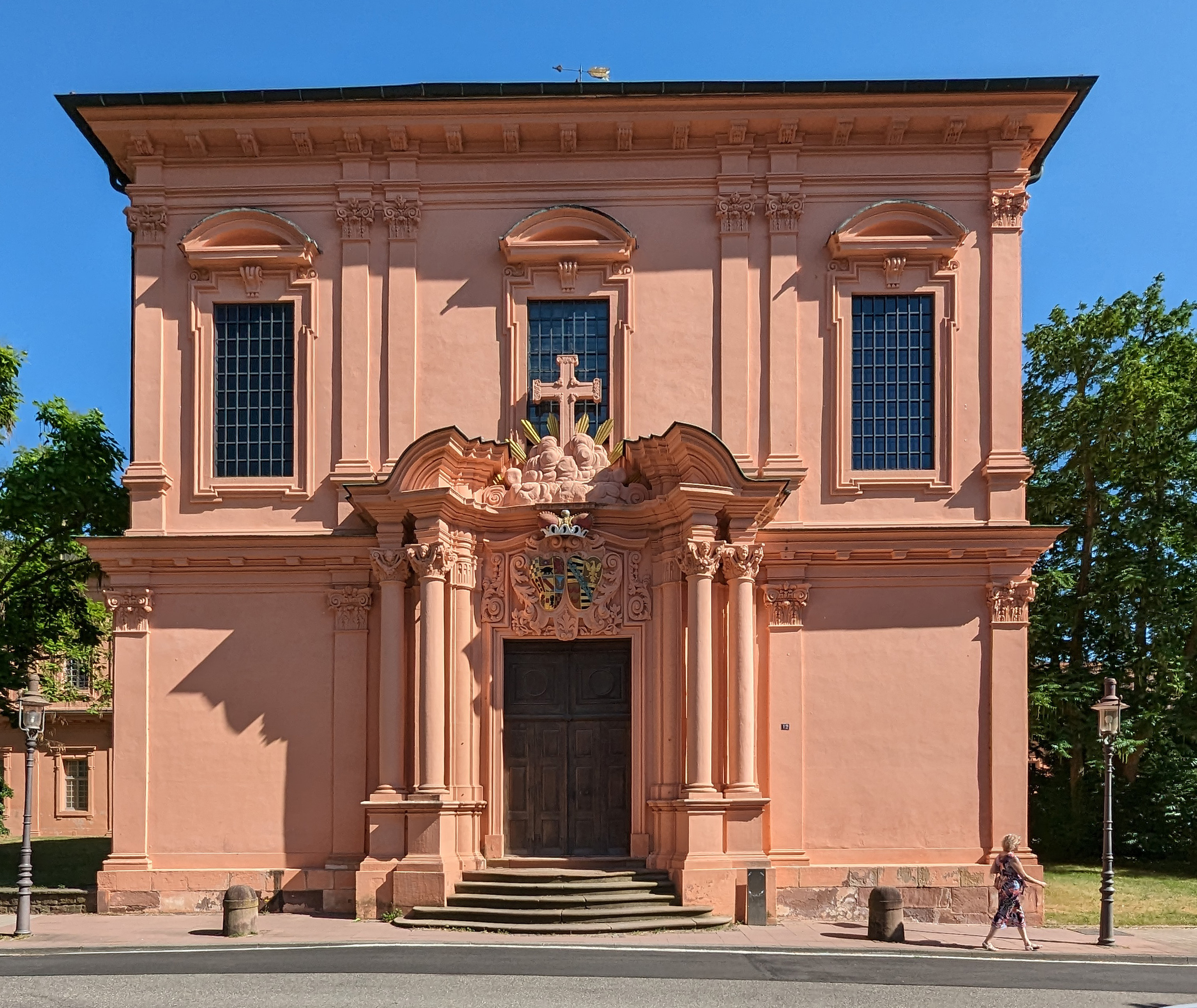
Zámecký kostel
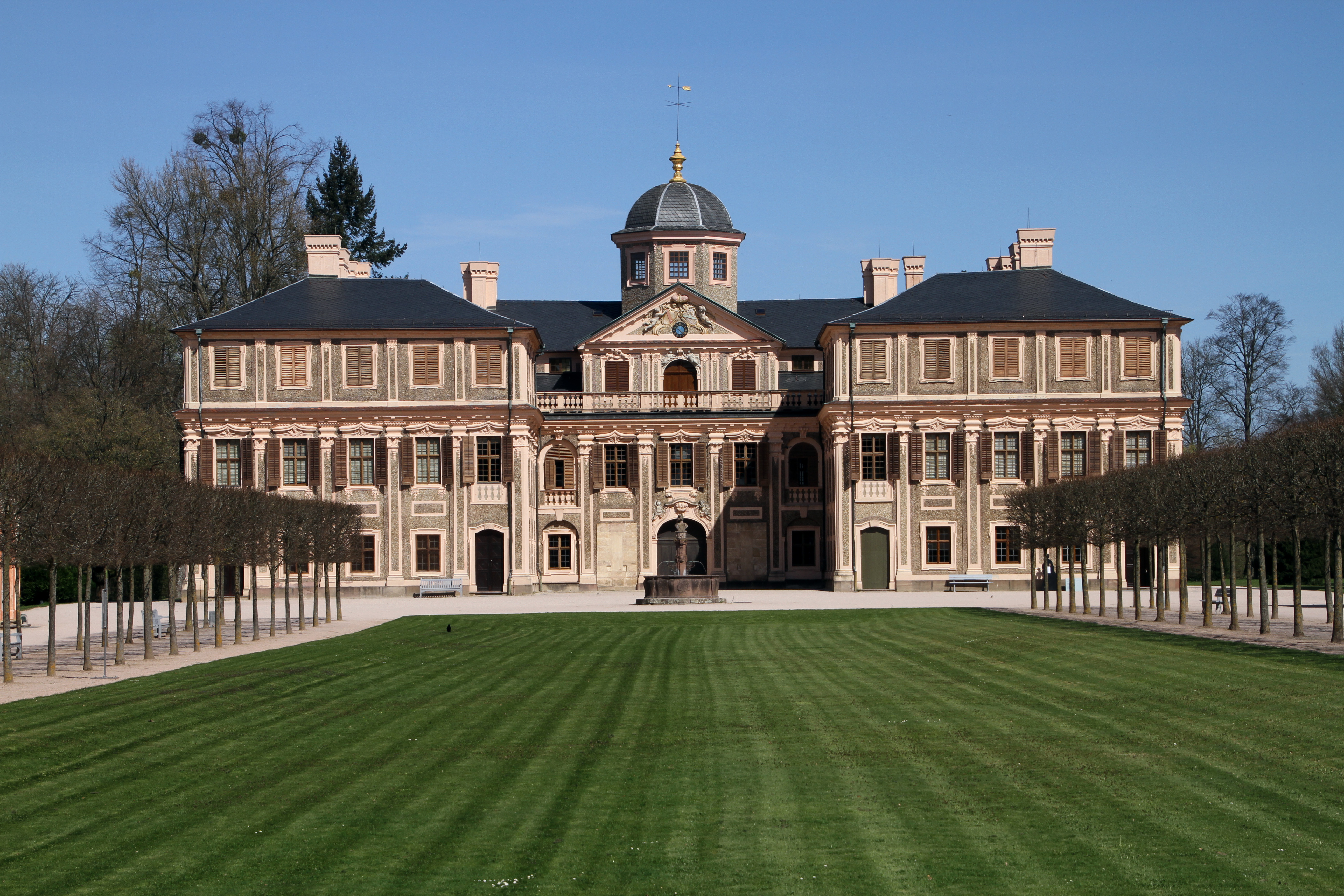
Zámek Favorite
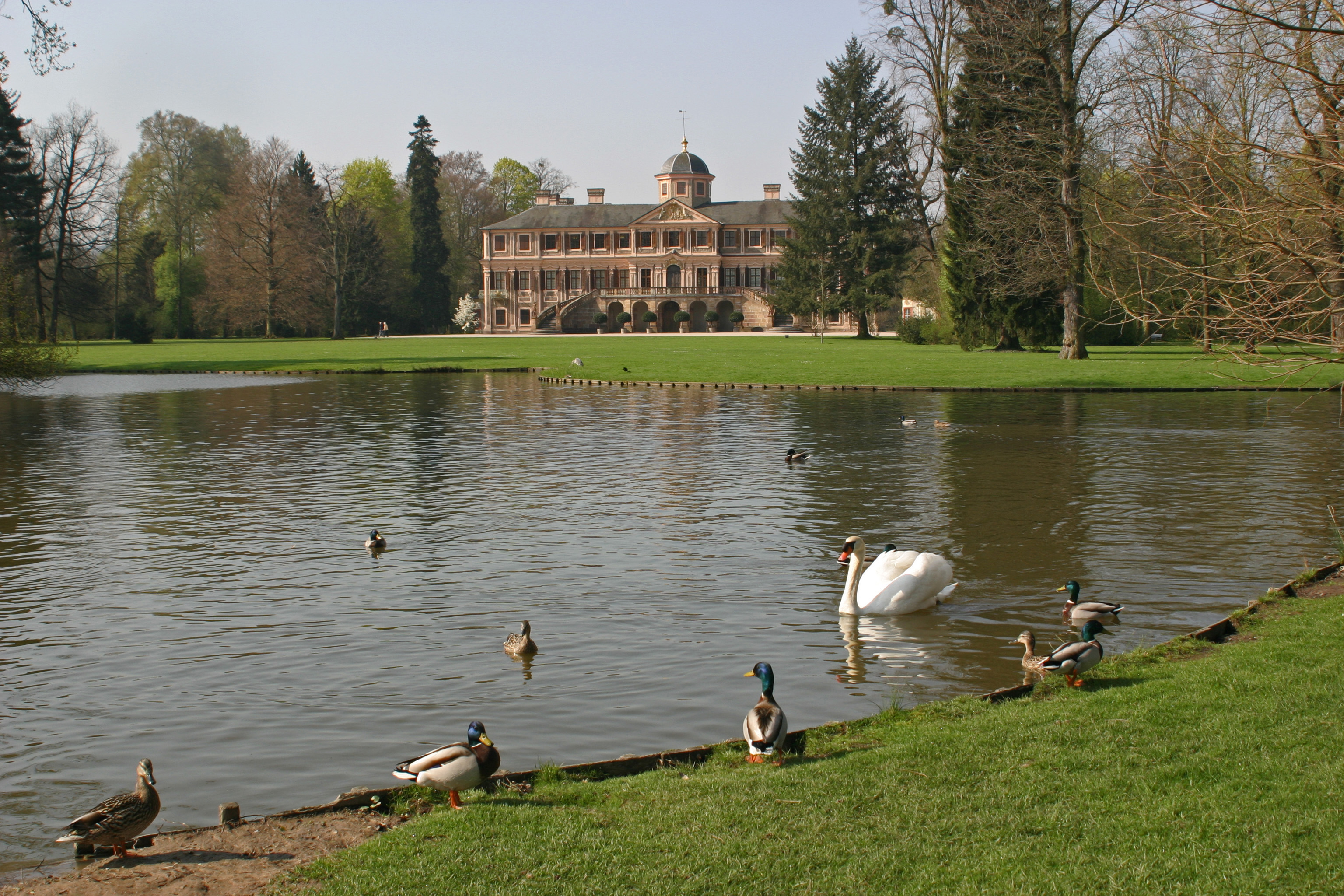
Park Favorite
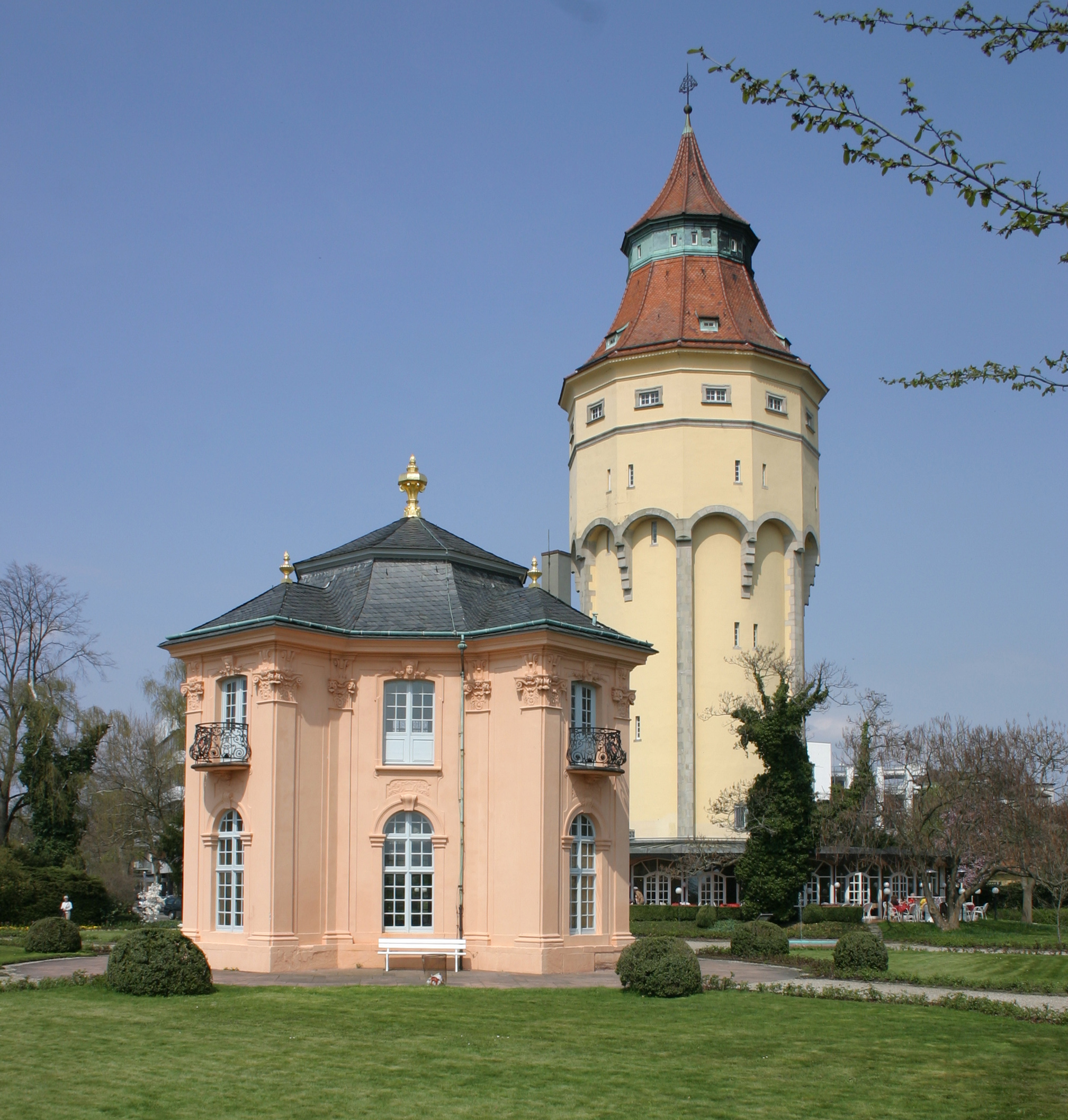
Pagodenburg a vodárna
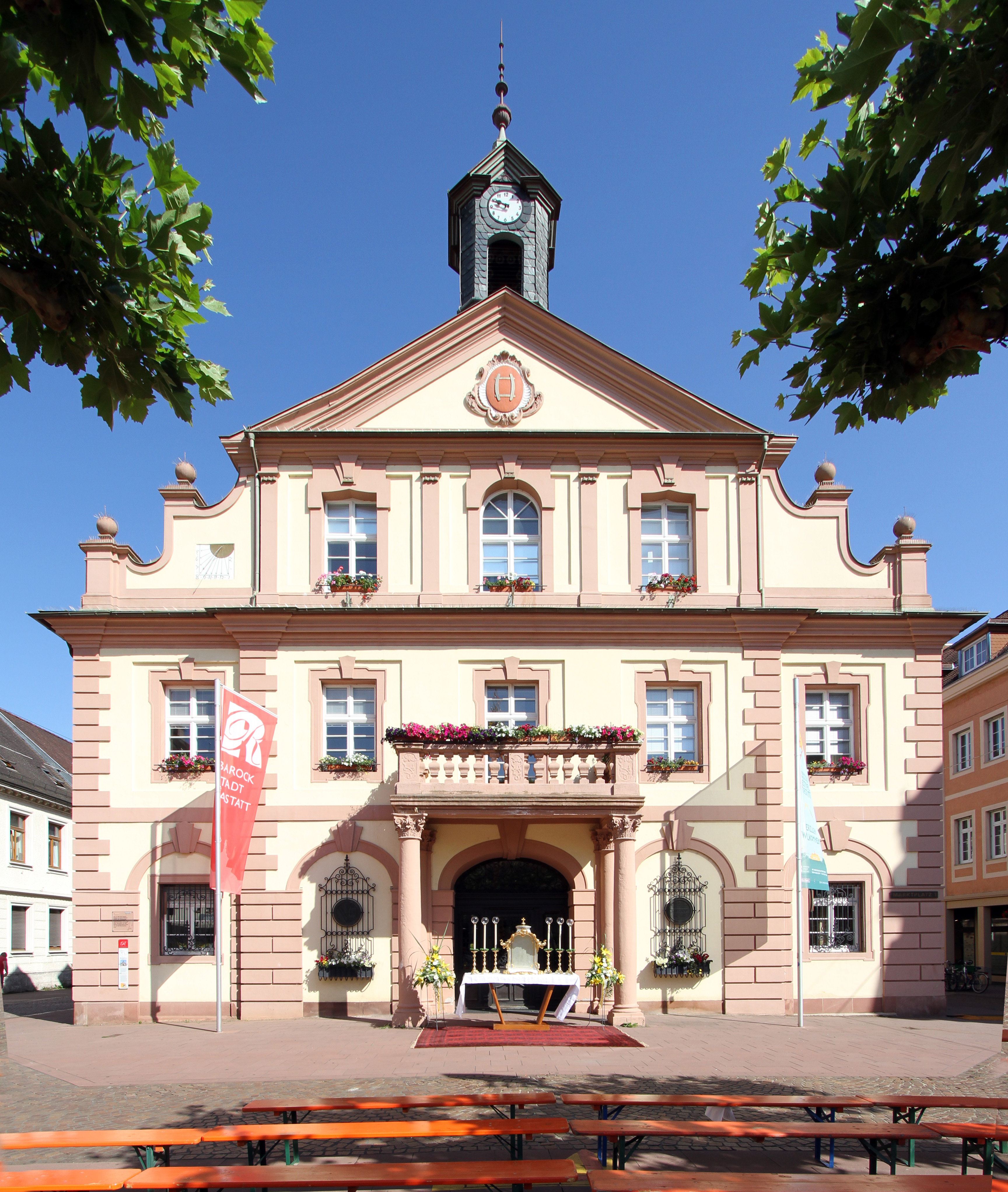
Radnice
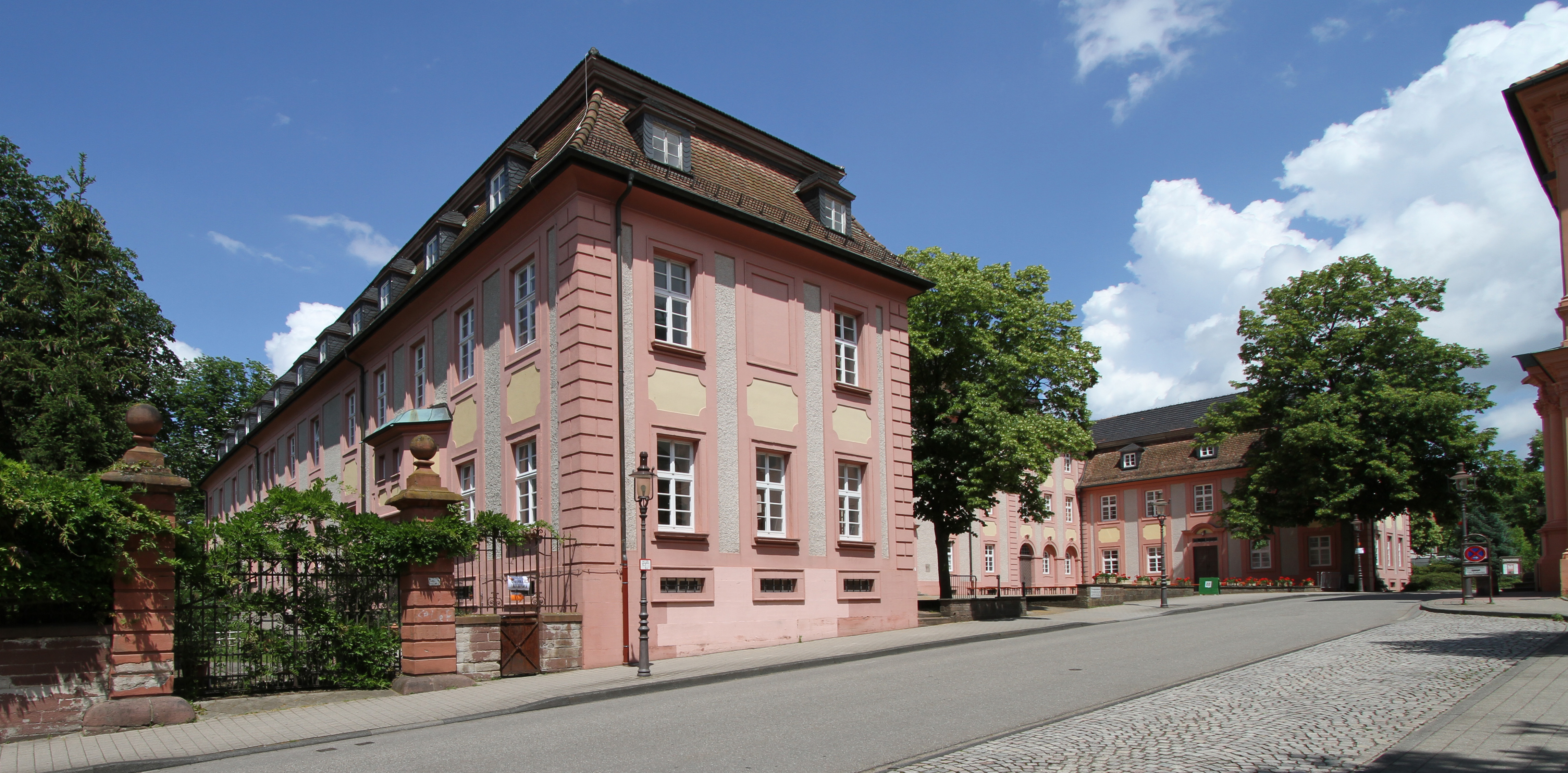
Ludwig-Wilhelm-Gymnasium
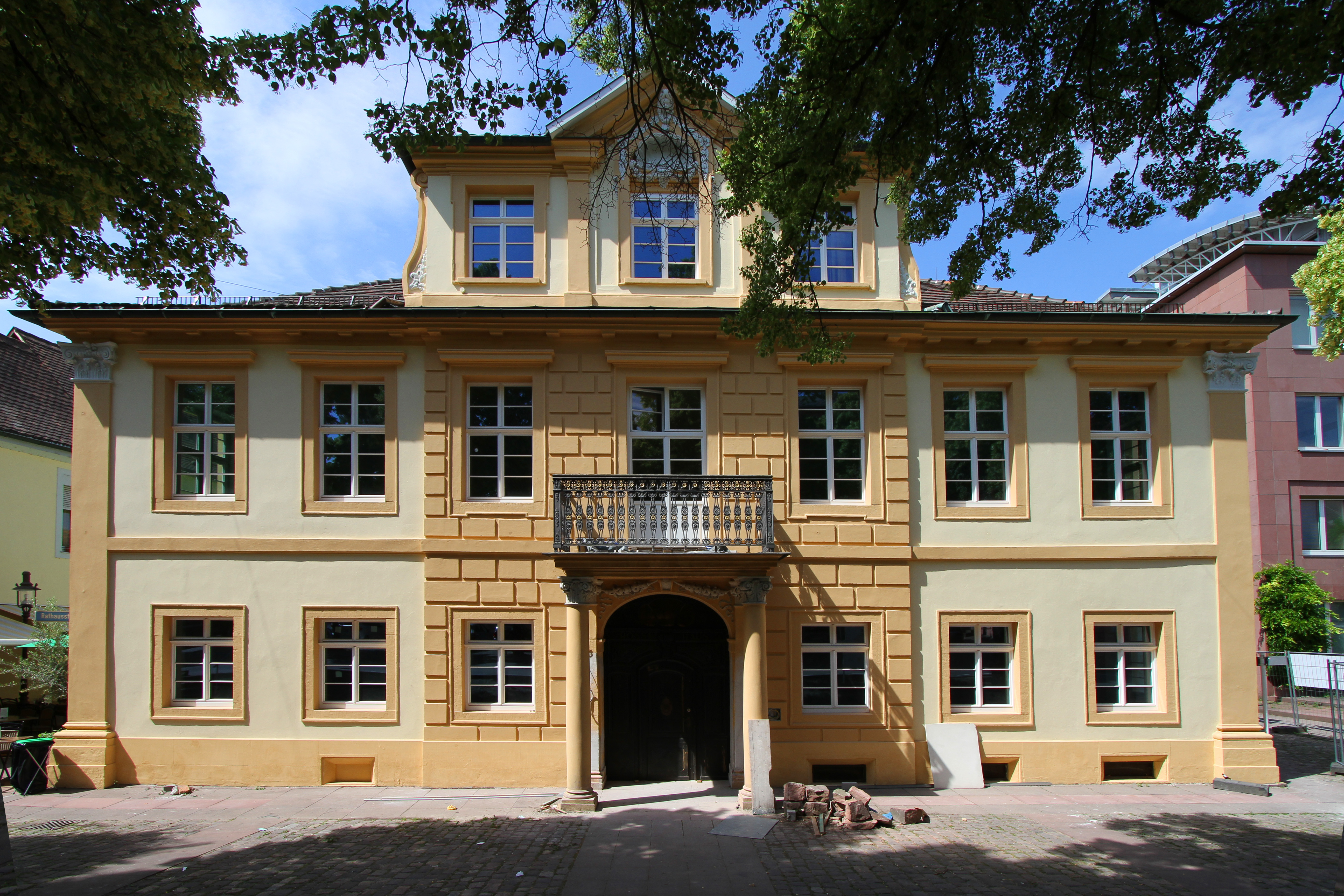
Rossihaus
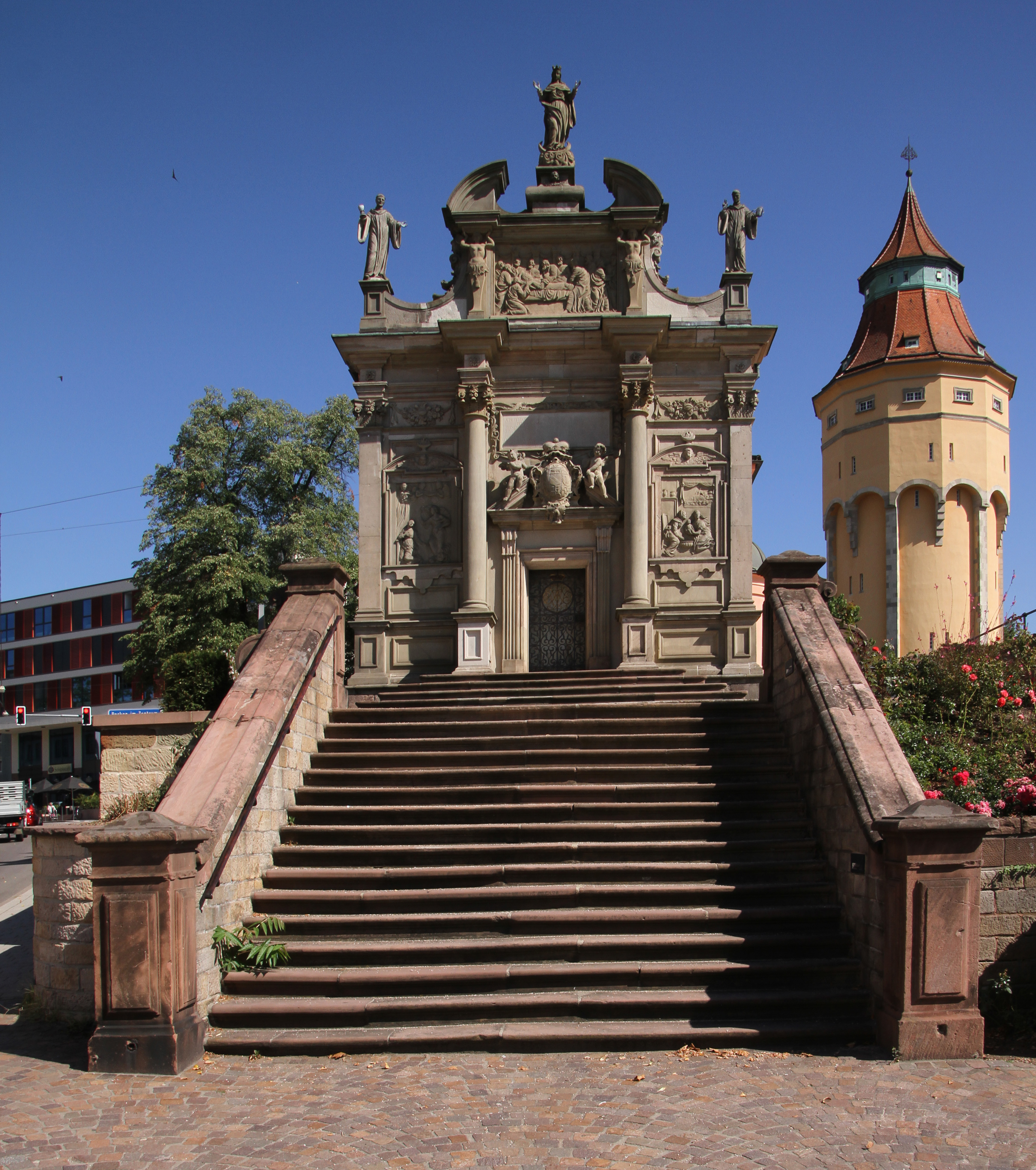
Einsiedelnská kaple
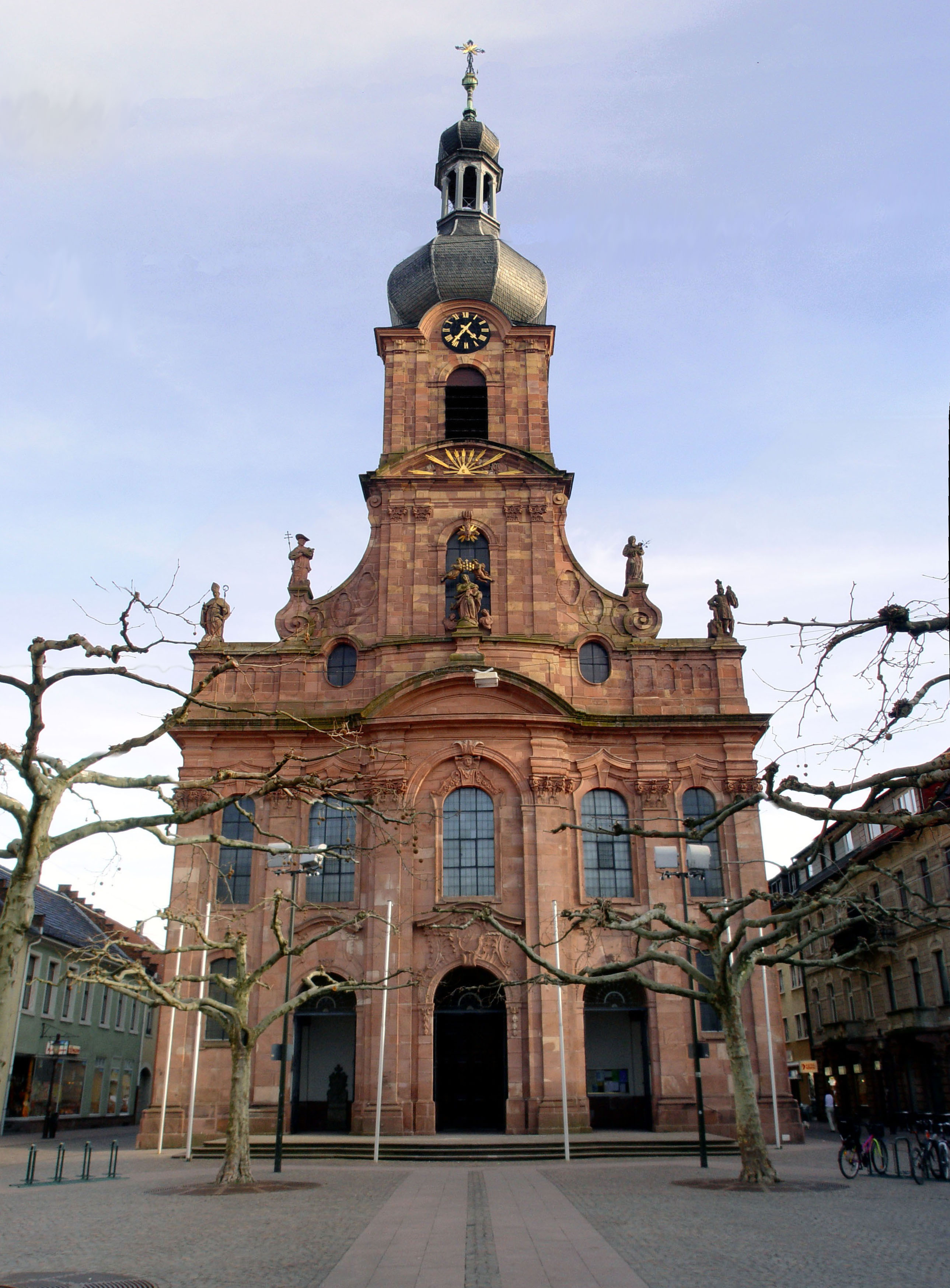
Kostel sv. Alexandra
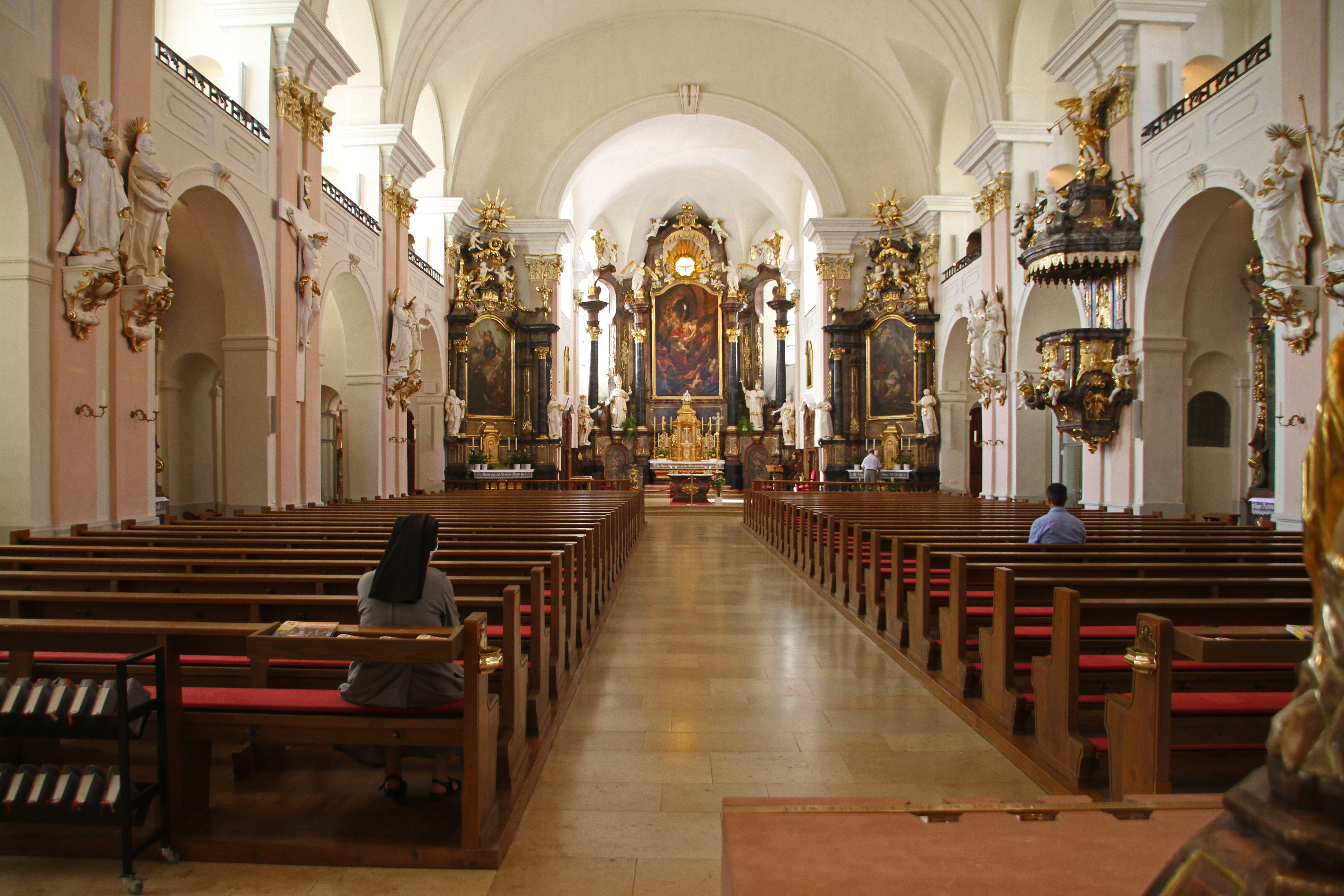
Interiér kostela sv. Alexandra
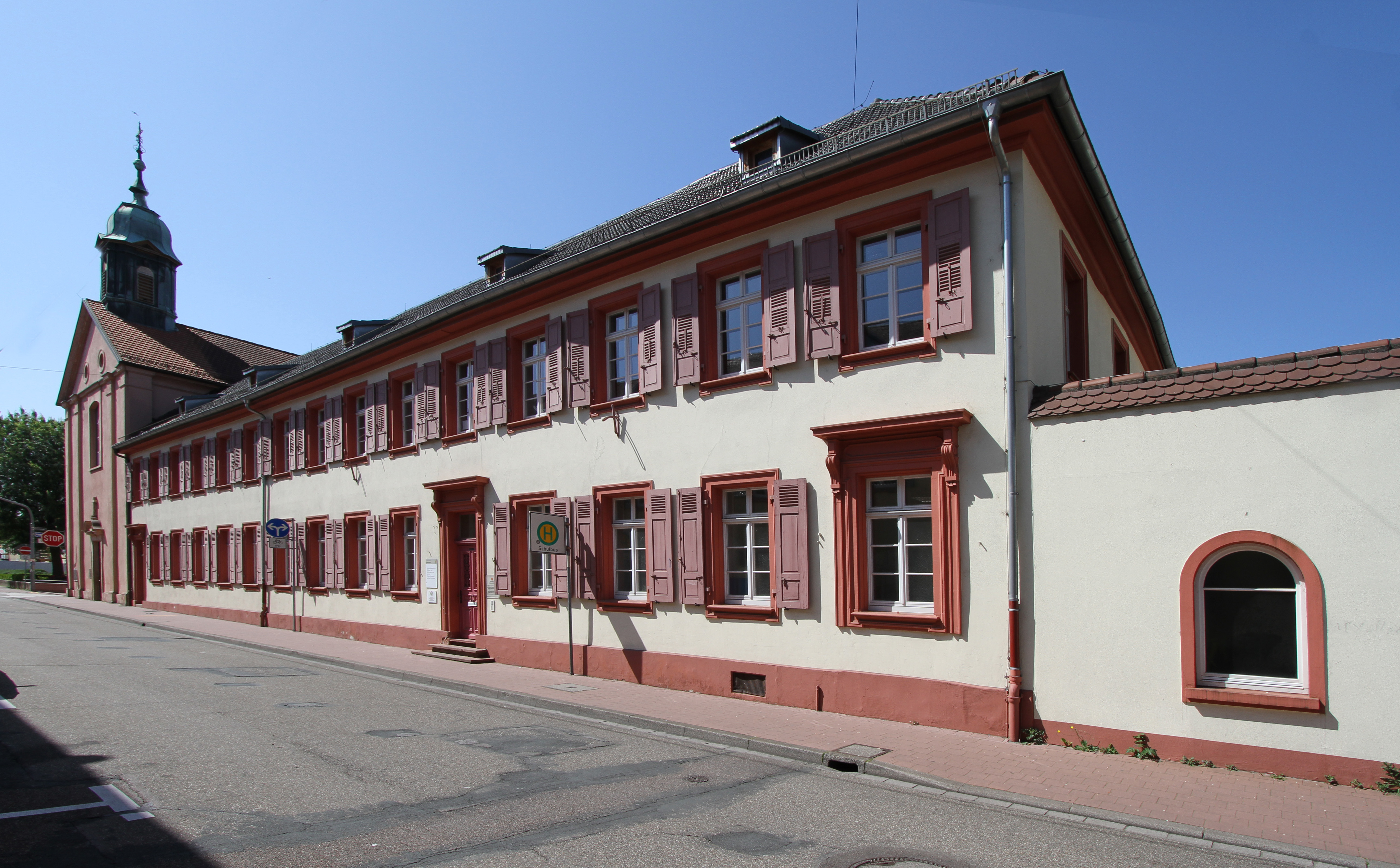
Františkánský klášter
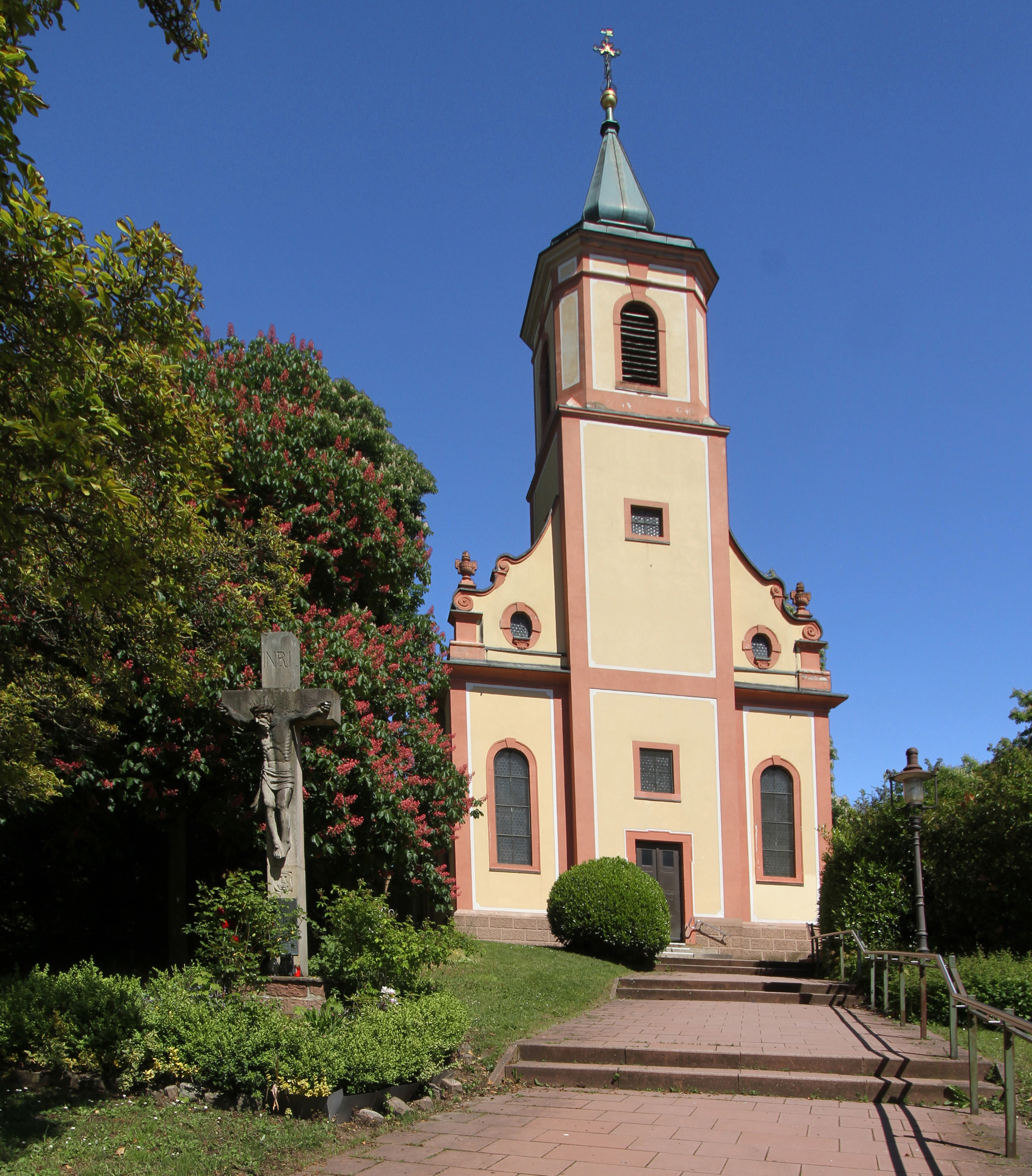
Kostel Sv. Bernarda
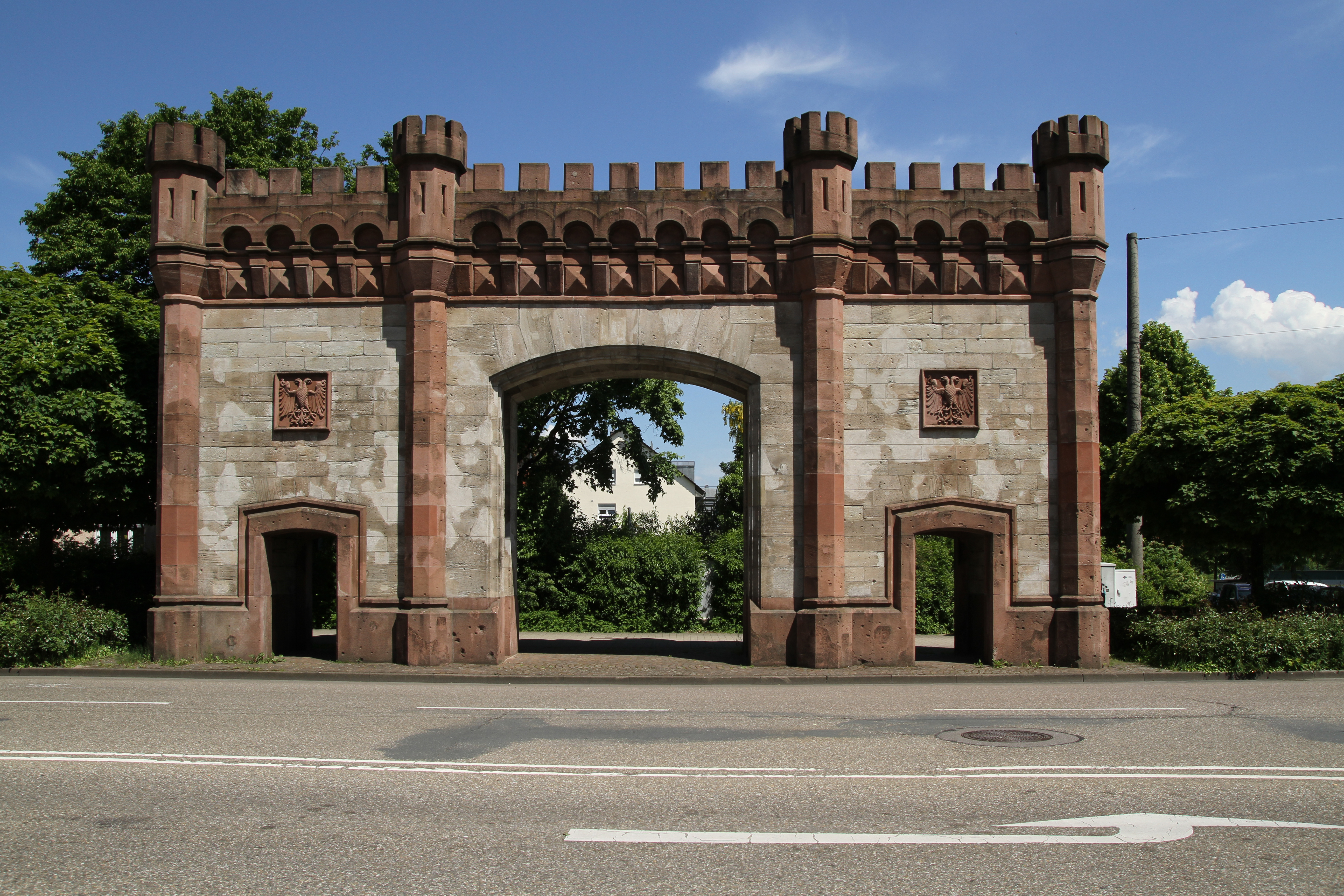
Brána Karlsruher Tor
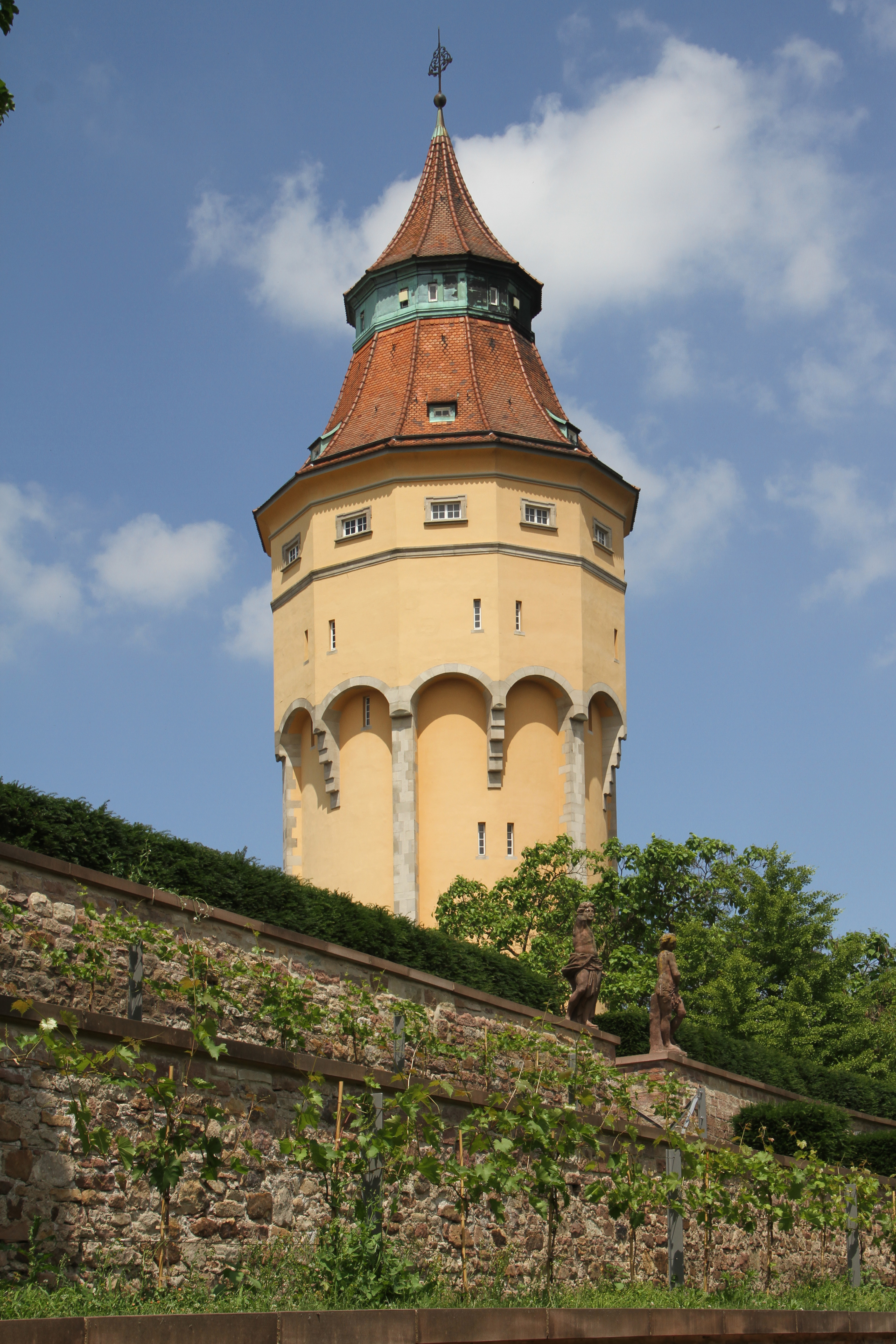
Vodárna

## Partnerská města
- Entre Rios, Brazílie
- Fano, Itálie
- New Britain, USA
- Orange, Francie
- Ostrov, Česko
- Woking, Spojené království